# Det är mitt liv – det är jag (sång)
Det är mitt liv – det är jag är en svensk popsång från 1981, skriven av Anders Glenmark.
Glenmark tävlade med låten i Melodifestivalen 1981. Den slutade på fjärde plats av fem med 41 poäng. Låten utgavs senare på albumet med samma namn och på singel. Låten tog sig inte in på Svensktoppen och heller inte på Svenska singellistan.

## Låtlista
1. "Det är mitt liv – det är jag" (Anders Glenmark)
2. "Jag har nåt att ge" (Glenmark, Eva Dahlgren)